# Oxicesta chameenices
Oxicesta chameenices är en fjärilsart som beskrevs av Herrich-Schäffer 1845. Oxicesta chameenices ingår i släktet Oxicesta och familjen nattflyn. Inga underarter finns listade i Catalogue of Life.